# Zentralverband Deutscher Rasse-Kaninchenzüchter
Der Zentralverband Deutscher Rasse-Kaninchenzüchter (ZDRK) ist eine Dachorganisation von Rassekaninchenzüchtern in Deutschland.

## Geschichte
Der ZDRK in seiner gegenwärtigen Form ging 1990 aus dem Zusammenschluss des westdeutschen Zentralverbands Deutscher Kaninchenzüchter e. V. (ZDK, Gründung 1948) mit dem DDR-Verband der Kleingärtner, Siedler und Kleintierzüchter (VKSK, Gründung 1959) hervor. 2006 erfolgte die Umbenennung in Zentralverband Deutscher Rassekaninchenzüchter e. V. (ZDRK).

## Organisation
Gliederung und Größe
Dem Verband gehören 20 Landesverbände mit fast 5.000 Vereinen, die in 500 Kreisverbänden organisiert sind, und über 600 Kreativgruppen an. Hinzu kommen noch über 600 Frauen- und mehr als 2.600 Jugendgruppen der Landesverbände. Der ZDRK vertritt über 160.000 Mitglieder und ist die weltweit größte Dachorganisation für Rassekaninchenzüchter.
Rassekaninchenzucht
Mitte 2006 waren bereits 88 Kaninchenrassen in 370 verschiedenen Farbenschlägen vom Verband als Rasse anerkannt – Tendenz seit dem weiter steigend. Seit 1960 wird die Rassekaninchenzucht jedoch nicht mehr unter dem wirtschaftlichen Aspekt des Kaninchens als Fleischlieferanten betrieben. Zwar ist die traditionelle Schlachtung und Verwertung weiterhin üblich, jedoch stehen zunehmend sportliche, gesellschaftliche und soziale Aspekte im Vordergrund.
Auf Orts-, Kreis-, Bezirks-, Landes- und Bundesebene ausgetragene Kaninchenausstellungen ermöglichen den Züchtern zudem den direkten Vergleich untereinander. Der ZDRK vergibt zudem Anerkennungen für Neuzüchtungen von Rassekaninchen und richtet die im 2-Jahresrhythmus „Bundes-Kaninchenschauen“ beziehungsweise „Bundes-Rammlerschauen“ für Rassekaninchen aus.
Daneben veranstaltet der ZDRK bundesweite Fortbildungsveranstaltungen. So werden in Fachvorträgen bspw. Kenntnisse über die Probleme der Vererbung bei Rassekaninchen, deren Krankheiten oder Ernährung, Öffentlichkeitsarbeit, Jugendarbeit, Handarbeit- und Kreatives, der Spezialclubs oder auch wie bei Preisrichterschulungen weitergegeben.
Jugendarbeit
Auch die Jugendarbeit wird von den im ZDRK organisierten Vereinen gefördert. Ziel dabei ist, den Kindern und Jugendlichen im Alter von sechs bis achtzehn Jahren anhand der Kaninchenzucht Freude an den Tieren und Eigenverantwortung bei ihrer Pflege zu vermitteln.
Handarbeitsgruppen
Innerhalb der Handarbeitsgruppen werden Handarbeiten aus Kaninchenfell und Angorawolle und anderen, naturbezogenen Materialien hergestellt. Daneben werden aus Kaninchenfell in Einzel- oder Gruppenarbeiten Kissen, Decken, Bilder, Mäntel und Jacken hergestellt.

## Weiterentwicklung der Zucht
Innerhalb des ZDRK gibt es etwa 400 deutschlandweit tätige Spezialclubs, aber auch Arbeitsgemeinschaften innerhalb der Landesverbände, die sich auf einzelne oder mehreren Rassen spezialisiert haben (beispielsweise Riesenclub, Hermelin-Farbenzwergeclub). Diese Gemeinschaften arbeiten an den rassespezifischen Merkmalen der Kaninchen mit Blick immer auf den Rassestandard bezogen. Auch hier werden jährlich Ausstellungen durchgeführt um den Zuchtstand zu bewerten.

## Tierschutz und Anleitungen
Der Verband gibt Hilfen für Anfänger heraus, die auch Tierschutzaspekte bei Haltung und Zucht umfassen, so auch zu Größe und Gestaltung von Käfigen. Er hat einen Tierarzt als Tierschutzbeauftragten berufen.
Die „Richtlinie für die Haltung und Zucht von Rassekaninchen im ZDRK. Vorgaben und Normen für eine tiergerechte Rassekaninchenzucht“ aus dem Jahr 2013 macht Vorgaben zu Haltung, Fütterung, Zucht, Transport, Betreuung und Pflege.

## Kommunikation
Verbandsbezogene Informationen werden vom ZDRK im Wesentlichen in den beiden offiziellen Verbandsorganen Kaninchenzeitung, die von der Hobby- und Kleintierzüchter Verlagsgesellschaft mbH & Co. KG mit Sitz in Berlin herausgegeben wird und kleintiernews, die seit März 2015 erscheint, veröffentlicht (seit 1895 wurden diverse Kaninchenzeitschriften-Titel während unterschiedlicher Erscheinungsperioden herausgegeben).